# Radical 161
Le radical 161, qui signifie le matin, est un des 20 des 214 radicaux chinois répertoriés dans le dictionnaire de Kangxi composés de sept traits.
Le caractère Unicode de 辰 est 8FB0.

## Caractères avec le radical 161
| nombre de traits          | caractères |
| ------------------------- | ---------- |
| Sans trait supplémentaire | 辰         |
| 3 traits supplémentaires  | 辱         |
| 6 traits supplémentaires  | 農         |
| 8 traits supplémentaires  | 辳         |
| 12 traits supplémentaires | 辴         |